# And Then There Were Three
…And Then There Were Three… (en español: …Y entonces quedaron tres…) es el noveno álbum de estudio del grupo inglés Genesis. Fue grabado en los estudios Relight (Holanda) durante 1977 y publicado en 1978.
El disco alcanzó el puesto #3 en el Reino Unido, el #6 en Italia, el #2 en Francia y el #2 en Alemania. En los EE. UU. alcanzó el puesto #14 convirtiéndose en su primer disco de oro en dicho país de acuerdo a la certificación de la RIAA (posteriormente logró disco de platino). Al tratarse de material más directo y accesible, los seguidores y las ventas del grupo aumentaron de forma considerable principalmente por el éxito de la canción "Follow You, Follow Me" la que se convirtió en el primer éxito importante de Genesis en los Estados Unidos.

## Sinopsis
Un lanzamiento fundamental en la historia de la banda, "…Y Entonces Quedaron Tres…" es una referencia a la reciente partida del guitarrista Steve Hackett del grupo, dejando al grupo reducido a un trío (lo que resultaría en la formación de Genesis que parmenecería por mayor tiempo sin cambios, casi 20 años hasta 1996). Como resultado, los roles de los restantes miembros de la banda se definieron más ampliamente. Tony Banks se encargó de todos los teclados, Mike Rutherford de todas las guitarras y bajos, y Phil Collins de las baterías, percusión y voz.
Adicionalmente, "…And Then There Were Three…" mostró un camino diferente hacia canciones más cortas y simples, marcando un alejamiento estratégico del rock progresivo y acercándose a estilos más Pop, incluyendo canciones como "Scenes From a Night's Dream" que cuenta las fantásticas aventuras del "Pequeño Nemo", un personaje de una tira cómica.
Para muchos fanes de los anteriores trabajos de la banda, este álbum indica una crisis en la dirección musical tomada por el grupo y abundaban los rumores de una separación definitiva de Genesis. Mientras que muchas de las canciones cortas eran claramente avanzadas en términos de instrumentación y letras, pocas eran mayores a los cinco minutos de duración, y los arreglos dejaron de lado el estilo clásico de trabajos anteriores por versos/coros más estándar y populares.
Una versión remasterizada digitalmente fue lanzada en CD en 1994 bajo la discográfica Virgin en Europa y Atlantic Records en Estados Unidos y Canadá.

## Historia
And Then There Were Three no fue un álbum grupal como los anteriores, algunos temas fueron compuestos en solitario por Tony Banks y Mike Rutherford, en cambio Phil Collins quien atravesaba por una difícil situación marital, no figura demasiado en los créditos, sin embargo, escribió la totalidad de las letras para la canción "Scenes from A Night's Dream". Llegados a este punto, Genesis estaba lo más alejado de la composición colectiva de lo que hayan estado jamás. Rutherford explica: estaba tan preocupado de la primera guitarra en ese disco que no me daba cuenta en la dirección que íbamos, por lo tanto decidimos hacer canciones más cortas para así tener más variedad.
Tony Banks en cambio: creo que de todos los discos que escuché en los últimos años. "And Then…" es el que siempre más me sorprende. Me gusta más de lo que quisiera admitir y tiene tres de las mejores canciones que escribí para el grupo. De todas maneras, los temas más pesados, como "Down And Out" no suenan tan bien, ese tipo de canciones necesitan más tiempo para extenderse.
A pesar de la carga adicional de la composición, ahora reducida en teoría a tres personas, la banda disfrutaba de su primer éxito real en los rankings con la canción "Follow You, Follow Me", una canción incidental que casi no es incluida en el álbum y que, como dato curioso, las percusiones fueron ejecutadas por Chester Thompson siendo la única canción de estudio de Genesis post-Gabriel en que Collins no toca la batería aunque sí en las voces y coros. Llegando al puesto #7 en los rankings del Reino Unido, incluso obtuvo aire en las radios de los Estados Unidos, y la banda finalmente podía decir que habían escrito ese éxito definitivo que tan ansiosamente habían buscado nueve años antes, para su álbum "From Genesis to Revelation".
Para las giras en vivo que siguieron a la publicación del álbum, el exguitarrista de Jean-Luc Ponty, Daryl Stuermer, fue reclutado para ocupar el lugar de Hackett en las guitarras. Stuermer pronto demostraría que tenía la experiencia técnica necesaria para interpretar todas las partes de Hackett, y esto lo dejó libre a Rutherford para concentrarse en su bajo.
Una vez finalizadas estas giras que llevaron al grupo alrededor del mundo, Collins le dijo a Rutherford y Banks que si la banda no le daba el tiempo necesario para rescatar a su matrimonio de la crisis en la que se encontraba (o por lo menos intentarlo), se vería obligado a abandonar Genesis. Comprensivamente, le dieron a Phil el tiempo que necesitaba, mientras ellos (Rutherford y Banks) se concentráron en sus primeros trabajos como solistas. A pesar de sus esfuerzos, Collins no pudo salvar su matrimonio, y se encontró con mucho tiempo libre. Durante este tiempo salió de gira con Brand X, la última vez que hizo algo con este grupo. También utilizó este tiempo para volcarse a su propia música, escribiendo la mayor parte del material que conformaría su primer trabajo como solista, Face Value, que sería publicado en 1981.

## Lista de canciones
| Pista | Título Inglés               | Título Español               | Créditos                                | Duración |
| ----- | --------------------------- | ---------------------------- | --------------------------------------- | -------- |
| 1.    | Down And Out                | Abajo y afuera               | Tony Banks/Phil Collins/Mike Rutherford | 5:30     |
| 2.    | Undertow                    | Resaca                       | Tony Banks                              | 4:50     |
| 3.    | Ballad Of Big               | Balada de El Grande          | Tony Banks/Phil Collins/Mike Rutherford | 4:50     |
| 4.    | Snowbound                   | Hacia la nieve               | Mike Rutherford                         | 4:31     |
| 5.    | Burning Rope                | Soga ardiente                | Tony Banks                              | 7:11     |
| 6.    | Deep In The Motherlode      | Profundo en la veta madre    | Mike Rutherford                         | 5:16     |
| 7.    | Many Too Many               | Muchos demasiados            | Tony Banks                              | 3:32     |
| 8.    | Scenes From A Night's Dream | Escenas de un sueño nocturno | Música: T.Banks/Letras: P.Collins       | 3:30     |
| 9.    | Say It's Alright Joe        | Di que está todo bien Joe    | Mike Rutherford                         | 4:22     |
| 10.   | The Lady Lies               | La dama miente               | Tony Banks                              | 6:10     |
| 11.   | Follow You, Follow Me       | Seguirte, seguirme           | Tony Banks/Phil Collins/Mike Rutherford | 4:01     |

- En las ediciones originales de LP y casete, el primer lado correspondía a las canciones 1-5, mientras que el segundo correspondía a las canciones 6-11.

## Portada del álbum
La portada del álbum fue diseñada por Hipgnosis, el estudio de diseño fundado por Storm Thorgerson (más conocido por su trabajo con la agrupación Pink Floyd y quienes también realizaron las portadas para los anteriores álbumes previos a este The Lamb Lies Down on Broadway, A Trick of the Tail y Wind & Wuthering). En una entrevista, Thorgerson describió al diseño como un "fracaso", y describió el concepto que transmitía:
Estábamos intentando contar una historia junto a los rastros dejados por luces. Había una linterna, un automóvil, y un hombre con un cigarrillo. El grupo estaba perdiendo miembros y solo quedaban tres. Intentamos reflejar las letras de las canciones en términos fotográficos, utilizando una técnica llamada "Time-Lapse" (consiste en una técnica donde cada parte cinematográfica es capturada en una velocidad mucho menor a la cual será reproducida, cuando se la reproduce a velocidad normal, el tiempo parece moverse más rápido). Por lo que tenemos un automóvil yéndose por un lado y luego el hombre sale del mismo, camina hacia el frente, y enciende un cigarrillo. Pero mientras camina utiliza una linterna y el automóvil en el que estaba se marcha. Hay un rastro de luces dejado por el automóvil, un rastro dejado por él mismo mientras camina, y un rastro dejado por el cigarrillo, lo que en la portada se ve como un resplandor en su cara.

## Lanzamiento en SACD/DVD
Una nueva versión de "…And Then There Were Three…" fue lanzada en el Reino Unido y Japón el 2 de abril de 2007. Fue lanzado en Estados Unidos y Canadá como parte de la caja de CD "Genesis 1976-1982" el 15 de mayo de 2007. Esto incluye una nueva mezcla del álbum completo en estéreo, el álbum completo en sonido envolvente 5.1, y videos relacionados. La única excepción es la canción "Say It's Alright Joe", la cual no puede ser mezclada porque la banda no pudo ubicar las grabaciones originales. Este es el contenido de los discos sobre la base de la edición:
- Disco 1 - En las ediciones de la Unión Europea y Japón, es un SACD híbrido. La capa estéreo incluye las nuevas mezclas de las canciones, y la caoa SACD es multicanal (sonido envolvente).

- Disco 1 - En las ediciones de Canadá y Estados Unidos, es un CD estándar conteniendo las nuevas mezclas en estéreo. No se incluye la capa SACD.

- Disco 2 - En todas las ediciones, es un DVD contieniendo pistas de audio y de video. En cuanto al audio incluye tres tipos de mezclas diferentes del álbum, en cuanto al video incluye los siguientes:

1. Entrevista con la banda acerca de este álbum (2006).
2. Videos promocionales de las canciones "Many Too Many" y "Follow You Follow Me".
3. "Tres fechas con Genesis" (Documental de la BBC - 1978).
4. Programa de la gira japonesa de 1978 (galería fotográfica de 15 páginas).
5. Programa del festival Knwbworth de 1978 (galería fotográfica de 4 páginas).
6. Programa del festival alemán de 1978 (galería fotográfica de 10 páginas).

## Formación
- Phil Collins - Batería y voces.
- Tony Banks - Teclados.
- Mike Rutherford - Guitarras y bajo.